# Wynton Marsalis
Wynton Learson Marsalis est un trompettiste et compositeur américain, né le 18 octobre 1961 à La Nouvelle-Orléans. En 1983, il fut le premier artiste à recevoir un Grammy Award pour ses enregistrements de jazz et de musique classique à la fois, et en 1997, le premier jazzman à recevoir le prix Pulitzer de musique.
En 2004, à l'âge de 43 ans, il pouvait déjà compter à son actif plus de 30 disques de jazz et 16 de musique classique sous son nom. Musicien brillant par sa virtuosité, Marsalis a également su développer un style et une esthétique personnels sophistiqués qui le rendent immédiatement reconnaissable. Il poursuit sa carrière de trompettiste et compose régulièrement pour diverses formations, du big band de jazz au quatuor à cordes en passant par l'orchestre symphonique.
Wynton Marsalis est directeur général et artistique du Jazz at Lincoln Center de New York et se produit régulièrement avec le Jazz at Lincoln Center Orchestra (JLCO). Il est aussi le parrain du festival Jazz in Marciac depuis 1991.

## Biographie
Marsalis est né à La Nouvelle-Orléans, il est le second des 6 enfants du pianiste-compositeur-professeur de jazz Ellis Marsalis Jr. et de sa femme Dolores. Son frère ainé Branford Marsalis joue des saxophones ténor et soprano, tandis que ses cadets Delfeayo Marsalis et Jason Marsalis jouent respectivement du trombone et de la batterie.
Marsalis commence la trompette à l'âge de 6 ans, puis intègre à 8 ans le Danny Barker's Fairview Baptist Church Marching Band. Il commence à étudier sérieusement à 12 ans, et à 14 ans joue le Concerto pour trompette de Haydn avec le New Orleans Symphony Orchestra. À 18 ans, il part pour New York afin d'étudier à la Juilliard School of Music. Il se perfectionne ensuite auprès d'Art Blakey et des Jazz Messengers en 1980, puis avec le pianiste Herbie Hancock l'année suivante.
Il joue bientôt avec les plus grands noms du jazz : Sarah Vaughan, Dizzy Gillespie, Sweets Edison, Clark Terry, Sonny Rollins, Ron Carter, Herbie Hancock, Tony Williams... Sa passion pour la musique de Bach, Beethoven et Mozart l'amène également à poursuivre une carrière dans la musique classique. À l'âge de vingt ans, il avait déjà enregistré les concertos pour trompette de Haydn, Hummel et Leopold Mozart.
Il signe un contrat avec Columbia Records en 1982, et réalise ainsi son premier album sous son nom. En 1983, il fut le premier artiste à recevoir en même temps les Grammy Awards classique et jazz, ce qui l'a fait connaître internationalement. En 1997, il est le premier jazzman à recevoir le prix Pulitzer de musique pour son oratorio de jazz Blood On The Fields.
Wynton Marsalis s'est produit avec des orchestres aussi prestigieux que les Orchestres philharmoniques de New York et Los Angeles, l'Orchestre de Cleveland, l'Orchestre symphonique de Saint-Louis, l'English Chamber Orchestra, l'Orchestre symphonique de Toronto, l'Orchestre philharmonique royal de Londres, sous la direction de chefs tels que Raymond Leppard, Charles Dutoit, Lorin Maazel, Leonard Slatkin, Esa-Pekka Salonen et Michael Tilson Thomas.
Depuis 2014, il est le directeur du département jazz de la Juilliard School de New York.
À ce jour (2016), il a publié plus de soixante-dix enregistrements et vendu près de sept millions d'exemplaires. Wynton Marsalis est le parrain du festival Jazz in Marciac où il se produit régulièrement. Il est aussi le directeur général et artistique de Jazz at Lincoln Center de New York et se produit régulièrement avec le Jazz at Lincoln Center Orchestra (JLCO).
En février 2016, Wynton Marsalis reçoit le titre de Docteur Honoris Causa de l'Université Jean Moulin - Lyon 3 pour son engagement pour l'éducation par la musique et son implication remarquable pour favoriser l'accès à la culture, en particulier des plus jeunes.
En 2023, il est lauréat du Praemium Imperiale.

## Discographie
- 1981 : Wynton Marsalis (en) (Columbia)

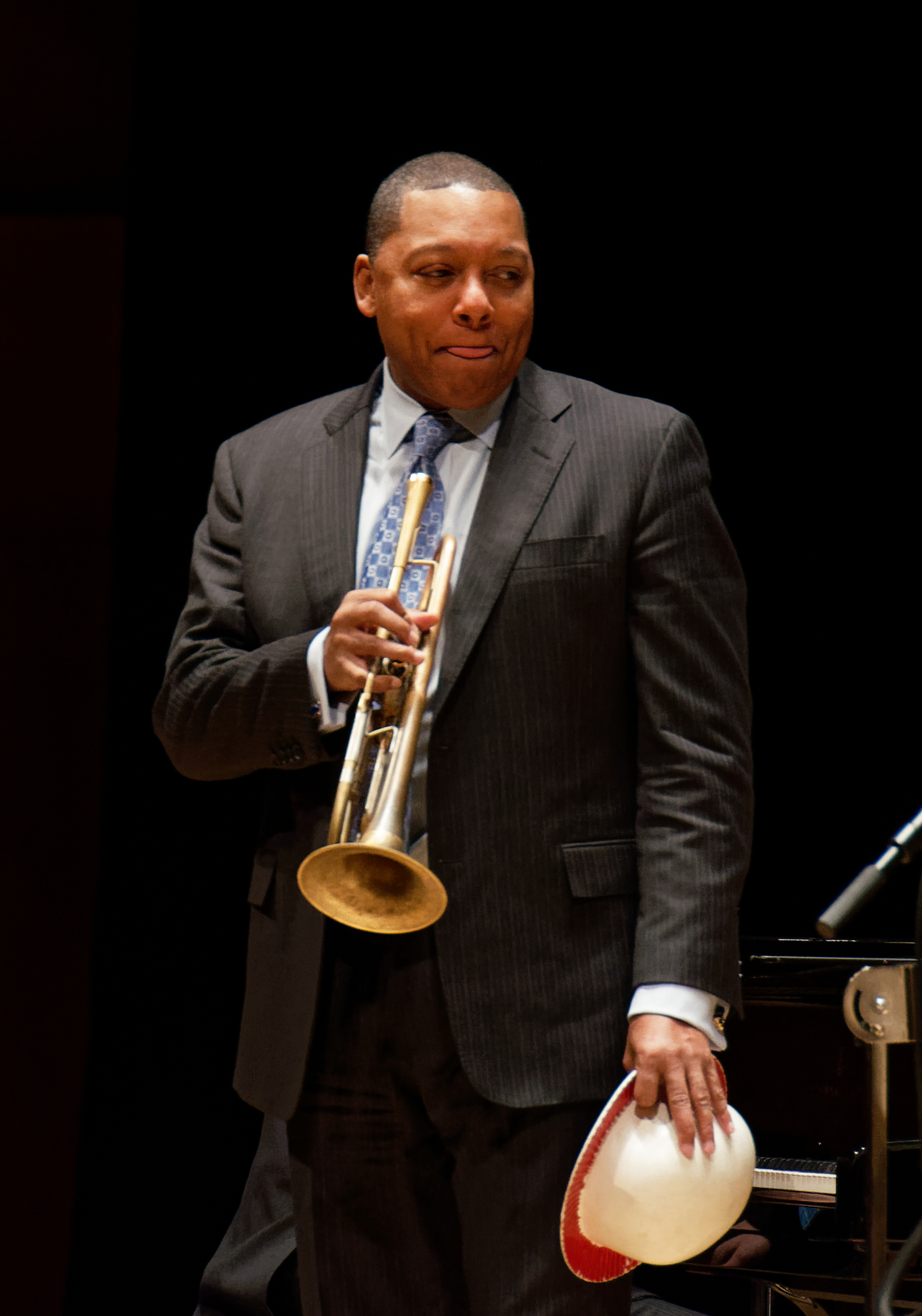
Wynton Marsalis avec le Jazz at Lincoln Center Orchestra. Auditorium Maurice Ravel, 2016

- 1982 : Fathers and Sons Columbia Records #FC 37972.
- 1983 : Trumpet Concertos (Haydn, Mozart, Hummel)
- 1983 : Think of One
- 1984 : Haydn: Three Favorite Concertos (avec Yo-Yo Ma et Cho-Liang Lin)
- 1984 : Baroque Music for Trumpet (Purcell, Handel, Torelli, etc.)
- 1984 : Hot House Flowers
- 1985 : Black Codes (From the Underground)
- 1985 : J Mood
- 1986 : Marsalis Standard Time, Vol. I
- 1986 : Live at Blues Alley
- 1986 : Tomasi: Concerto for Trumpet and Orchestra (Tomasi, Jolivet)
- 1987 : Carnaval
- 1988 : Baroque Music for Trumpets (Vivaldi, Telemann, Pachelbel, Biber)
- 1989 : The Majesty of the Blues
- 1989 : Best of Wynton Marsalis
- 1989 : Copland/Vaughan Williams/Hindemith (Eastman Wind Ensemble)
- 1989 : Portrait of Wynton Marsalis
- 1989 : Crescent City Christmas Card
- 1989 : Baroque Music for Trumpets
- 1990 : Tune In Tomorrow... The Original Soundtrack
- 1990 : Standard Time, Vol. 3: The Resolution of Romance
- 1991 : Thick in the South: Soul Gestures in Southern Blue, Vol. 1
- 1991 : Uptown Ruler: Soul Gestures in Southern Blue, Vol. 2
- 1991 : Levee Low Moan: Soul Gestures in Southern Blue, Vol. 3
- 1991 : Standard Time, Vol. 2: Intimacy Calling
- 1992 : Concert for Planet Earth Blue Interlude
- 1992 : Baroque Duet - film de Susan Froemke, Peter Gelb, Albert et David Maysles, Pat Jaffe
- 1992 : Baroque Duet - avec Kathleen Battle
- 1992 : Citi Movement

- 1993 : Gypsy

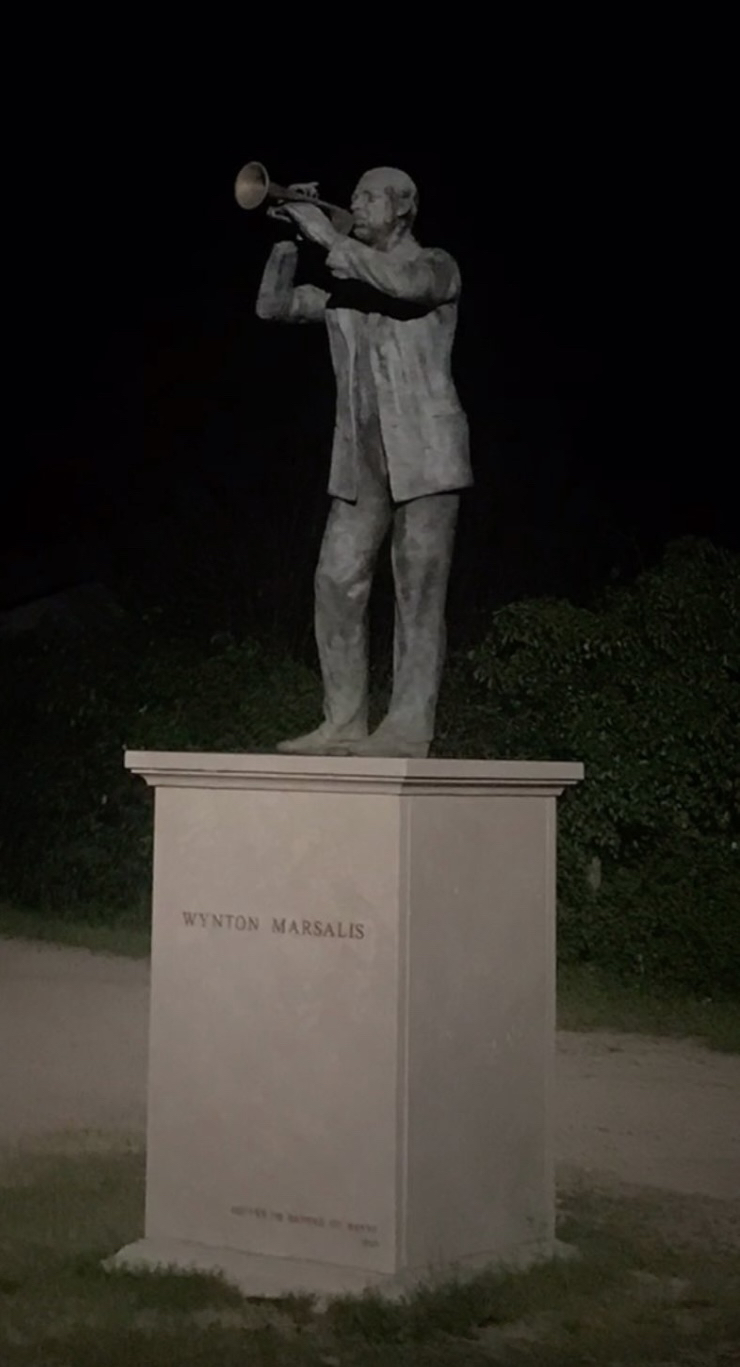
Statue de Wynton Marsalis à Marciac

- 1993 : On the Twentieth Century…: Hindemith, Poulenc, Bernstein, Ravel
- 1994 : In This House, On This Morning
- 1994 : Greatest Hits: Handel
- 1995 : Why Toes Tap: Marsalis on Rhythm
- 1995 : Listening for Clues: Marsalis on Form
- 1995 : Tackling the Monster: Marsalis on Practice (VHS)
- 1995 : Sousa to Satchmo: Marsalis on the Jazz Band
- 1995 : Greatest Hits: Baroque
- 1995 : Joe Cool's Blues (avec Ellis Marsalis)
- 1996 : In Gabriel's Garden
- 1997 : Liberty!
- 1997 : Jump Start and Jazz
- 1997 : Blood on the Fields
- 1998 : Classic Wynton
- 1998 : Standard Time, Vol. 5: The Midnight Blues
- 1999 : Reeltime
- 1999 : Standard Time, Vol. 6: Mr. Jelly Lord
- 1999 : Listen to the Storyteller
- 1999 : Sweet Release and Ghost Story: Two More Ballets by Wynton Marsalis
- 1999 : Los Elefantes (avec Arturo Sandoval)
- 1999 : A Fiddler's Tale
- 1999 : At the Octoroon Balls - String Quartet No. 1; A Fiddler's Tale Suite, Franz Joseph Haydn
- 1999 : Big Train (The Lincoln Center Jazz Orchestra)
- 1999 : Standard Time, Vol. 4: Marsalis Plays Monk
- 2000 : The London Concert
- 2000 : The Marciac Suite
- 2001 : Here...Now (Free web downloads)
- 2001 : Classical Hits,
- 2001 : Popular Songs: The Best of Wynton Marsalis
- 2002 : All Rise
- 2002 : Trumpet Concertos
- 2002 : Classic Kathleen Battle: A Portrait
- 2003 : Half Past Autumn Suite Irvin Mayfield, Basin Street Records
- 2003 : Mark O'Connor's Hot Swing Trio: In Full Swing
- 2004 : The Magic Hour
- 2004 : Unforgivable Blackness: The Rise and Fall of Jack Johnson
- 2005 : Live at the House of Tribes
- 2007 : From the Plantation to the Penitentiary
- 2007 : Here...Now
- 2008 : Standards & Ballads (compilation: 1983-1999)
- 2008 : Willie Nelson & Wynton Marsalis: Two Men With The Blues
- 2009 : He and She
- 2009 : Christmas Jazz Jam
- 2010 : From Billie Holiday to Edith Piaf: Live in Marciac
- 2011 : Here We Go Again: Celebrating the Genius of Ray Charles
- 2011 : My Funny Valentine - Live At Bubba's
- 2011 : Wynton Marsalis and Eric Clapton Play the Blues (Live from Jazz At Lincoln Center)
- 2012 : The Music of America
- 2013 : The Spiritual Side of Wynton Marsalis
- 2015 : Live in Cuba
- 2015 : Big Band Holidays
- 2016 : The Abyssinian Mass. JLCO avec Wynton Marsalis la chorale Le Chateau

## Compositions pour divers ensembles

### Musique de chambre
- At The Octoroon Balls (Quatuor à cordes no 1), 1998
- Ghost Story, ballet (enregistré en 1998)
- A Fiddler's Tale Suite (pour trompette, clarinette, basson, trombone, violon, contrebasse et percussion), 1999 (en référence à L'Histoire du soldat de Stravinsky, œuvre instrumentale avec récitants créée en 1918)
- The Fiddler and the Dancin' Witch, pour orchestre à cordes, 1999
- Meelaan (pour basson et quatuor à cordes), 2000
- Here... Now, ballet, 2001
- Petite Suite (pour Savion), 2004

### Musique symphonique
- All Rise (Symphonie no 1), pour orchestre de jazz, chœur et orchestre symphonique, 1997
- Blues Symphony (Symphonie no 2), 2009
- Swing Symphony (Symphonie no 3), 2010
- Concerto pour tuba et orchestre, 2021

### Orchestre de jazz
- Jazz : 6 1/2 Syncopated Movements, ballet, 1993
- Blood On The Fields, 1994
- Jump Start - The Mastery Of Melancholy, ballet, 1995
- Sweet Release, ballet, 1996
- Concerto Grosso for Jazz Big Band and Seven-Piece Tango Group, 2001

### Musique pour chœur et orchestre de jazz
- Abyssinian 200 Mass, 2008

## Distinctions

### Récompenses musicales

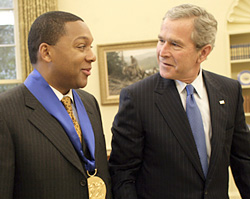
Wynton Marsalis avec le président George W. Bush lors de la remise de la National Medal of Arts en 2005.

#### Prix Pulitzer de musique
- 1997 Blood on the Fields (en), oratorio

#### Grammy Award du meilleur album de jazz instrumental
- 1985 Black Codes (en)
- 1986 J Mood
- 1987 Marsalis Standard Time – Volume I

#### Grammy Award de la meilleure performance instrumentale soliste avec orchestre
- 1983 Raymond Leppard (Direction), Wynton Marsalis & the National Philharmonic Orchestra pour Haydn : Concerto pour trompette en mi bémol / L. Mozart : Concerto pour trompette en ré / Hummel : Concerto pour trompette en mi bémol
- 1984 Raymond Leppard (Direction), Wynton Marsalis & the English Chamber Orchestra pour Wynton Marsalis, Edita Gruberova : Handel, Purcell, Torelli, Fasch, Molter

#### Grammy Award du meilleur solo de jazz improvisé
- 1983 Think of One (en)
- 1984 Hot House Flowers (en)
- 1985 Black Codes (From the Underground)

#### Grammy Award du meilleur livre audio pour enfants
- 2000 Listen to the Storyteller

### Autres prix
- 2005 : National Medal of Arts
- 2023 : Praemium Imperiale[5]

### Honneurs
- Fellow de l'Académie américaine des arts et des sciences
- 2009 : Docteur honoris causa de l'université Harvard[6]

### Filmographie
- Il apparait dans le documentaire consacré au jazz par le réalisateur Ken Burns (2001)